# 和洋折衷結婚式
『和洋折衷結婚式』（わようせっちゅうけっこんしき）は、1908年（明治41年）製作・公開、吉沢商店製作・配給による日本のサイレント映画、喜劇映画である。監督・脚本等は不明、吉沢商店による日本初の撮影所で撮影された最初の劇映画である。

## 略歴・概要
吉沢商店は、現在の日活の前身の一社で、同年1月20日には、東京府荏原郡目黒村大字下目黒の行人坂（現在の東京都目黒区下目黒）に撮影所を同年建設・開所した。同撮影所が最初に撮影した映画は日比野雷風出演による『神刀流剣舞術菅公』で、同作は剣舞を撮影したものであり、ストーリーのある劇映画ではなかった。
本作は、同社の文芸顧問であった佐藤紅緑が川上音二郎を同社に紹介し、川上の新派革新劇団とともに出演することになったものである。当時の日本映画には「映画監督」にあたる職能が存在しておらず、「技士」と呼ばれた撮影技師や出演俳優自身が演出をほどこした。本作は、四世澤村源之助が主演した『切られお富』とのカップリングで、浅草公園六区に吉沢商店が直営する映画専門館電気館で、同年10月17日に公開された。
本作の上映用プリントは、現在、東京国立近代美術館フィルムセンターには所蔵されておらず、マツダ映画社はそのリストに本作の題名が見当たらない。現時点では、鑑賞することの不可能な作品である。
日本映画データベースにおける本作の記事はタイトルに誤記がある。

## スタッフ・作品データ・キャスト
- 監督 : 不在 [1]
- 撮影 : 不明
- 出演 : 川上音二郎、新派革新劇団 [1]

- 製作 : 吉沢商店
- 上映時間（巻数） : 不明
- フォーマット : 白黒映画 - スタンダードサイズ（1.33:1） - サイレント映画
- 初回興行 : 浅草・電気館

## 関連事項
- 1908年の日本公開映画

## 註
1. 1 2 3 4 5 6 7  『日本映画発達史 I 活動写真時代』 、田中純一郎、中公文庫、1975年12月10日 ISBN 4122002850, p.135-136.
2. ↑  『日本映画発達史 I 活動写真時代』 、p.130.
3. ↑  所蔵映画フィルム検索システム、東京国立近代美術館フィルムセンター、2010年3月14日閲覧。
4. ↑  主な所蔵リスト 劇映画＝邦画篇、マツダ映画社、2010年3月14日閲覧。
5. ↑  和洋折束結婚式、日本映画データベース、2010年3月14日閲覧。